# Narodna nošnja
Narodna nošnja obično je naziv za tradicijsku i povijesnu odjeću. Nošnje postoje uglavnom unutar pojedinih regija, država ili članova neke skupine, kao što su etničke skupine ili skupine neke struke.
Tadicijsku službenu odjeću nose uglavnom članovi određene struke, obrtništva iz urbane sredine, dok narodna nošnja ima svoje korijene u ruralnim područjima. Prve se seljačke narodne nošnje pojavljuju krajem 15. stoljeća.

## Hrvatske narodne nošnje
Hrvatske narodne nošnje sastoje se iz košulje, suknje, pregače, marame, prsluka, hlača i obuće.
Vrste hrvatskih narodnih nošnja mogu se općenito podijeliti na: kontinentalnu, planinsko-priobalnu i nošnje u priobalju.
Narodna nošnja postoji obično u dvije verzije: nošnja za radne dane i svečana nošnja. Posebno svečane narodne nošnje često su vrlo zahtjevno izvedene. Uključuje ponekad i tipične kape. Svečane nošnje se ponekad nose na festivalima i tradicijskim priredbama.
Odjeća otkriva razne informacije o osobi koja ju nosi kao što su primjerice:
- iz koje regije je odjeća
- iz kojeg je sela
- iz kojeg gospodarskog sloja
- socijalni status u zajednici
- status (slobodan/slobodna, oženjen/udata, udovac/udovica)
- prikaz žalosti za preminulom osobom
- povod (večera, odjeća za svetu misu, obična nedjelja, vjenčanja, pričesti, krizme i dr.)

## Primjeri tradicijske odjeće
Narodna nošnja slovi u brojnim dijelovima svijeta kao dio kulturne baštine. U doba globalizacije u svakodnevnom životu uglavnom ili u velikoj mjeri je potisnuta i samo se još nosi kod posebnih prigoda.
U nekim zemljama, tradicijsku se odjeću još uvijek nosi i u svakodnevnom životu. 
Primjeri za tradicijsku odjeću:
- Áo dài (Vijetnam)
- cheongsam (Jurchen i NR Kina)
- chima jeogori, hanbok (Koreja)
- dirndl,  (Austrija, Bavarska)
- kilt (Škotska)
- kimono, Yukata (Japan)
- krama (Kambodža)
- sari (Indija i Nepal)
- thamén (Mjanma)

- Tradicijska odjeća
- Mjanma
- Japan
- Izrael
- Peru
- Laponija
- Nizozemska
- Grčka
- Hrvatska

## Vanjske poveznice
|  | Zajednički poslužitelj ima još gradiva o temi Hrvatske narodne nošnje |
|  | Zajednički poslužitelj ima još gradiva o temi Narodne nošnje          |

- Đakovački vezovi  Arhivirana inačica izvorne stranice od 23. rujna 2010. (Wayback Machine)
- Narodne nošnje u Njemačkoj
- Narodne nošnje u Austriji  Arhivirana inačica izvorne stranice od 5. prosinca 2004. (Wayback Machine)
- Narodne nošnje u Rusiji
- Narodna nošnja Hrvatska tehnička enciklopedija, portal hrvatske tehničke baštine. LZMK